# Oscaecilia osae
Oscaecilia osae är en groddjursart som beskrevs av Peter N. Lahanas och Savage 1992. Oscaecilia osae ingår i släktet Oscaecilia och familjen Caeciliidae. IUCN kategoriserar arten globalt som otillräckligt studerad. Inga underarter finns listade i Catalogue of Life.